# Pedro Palácios

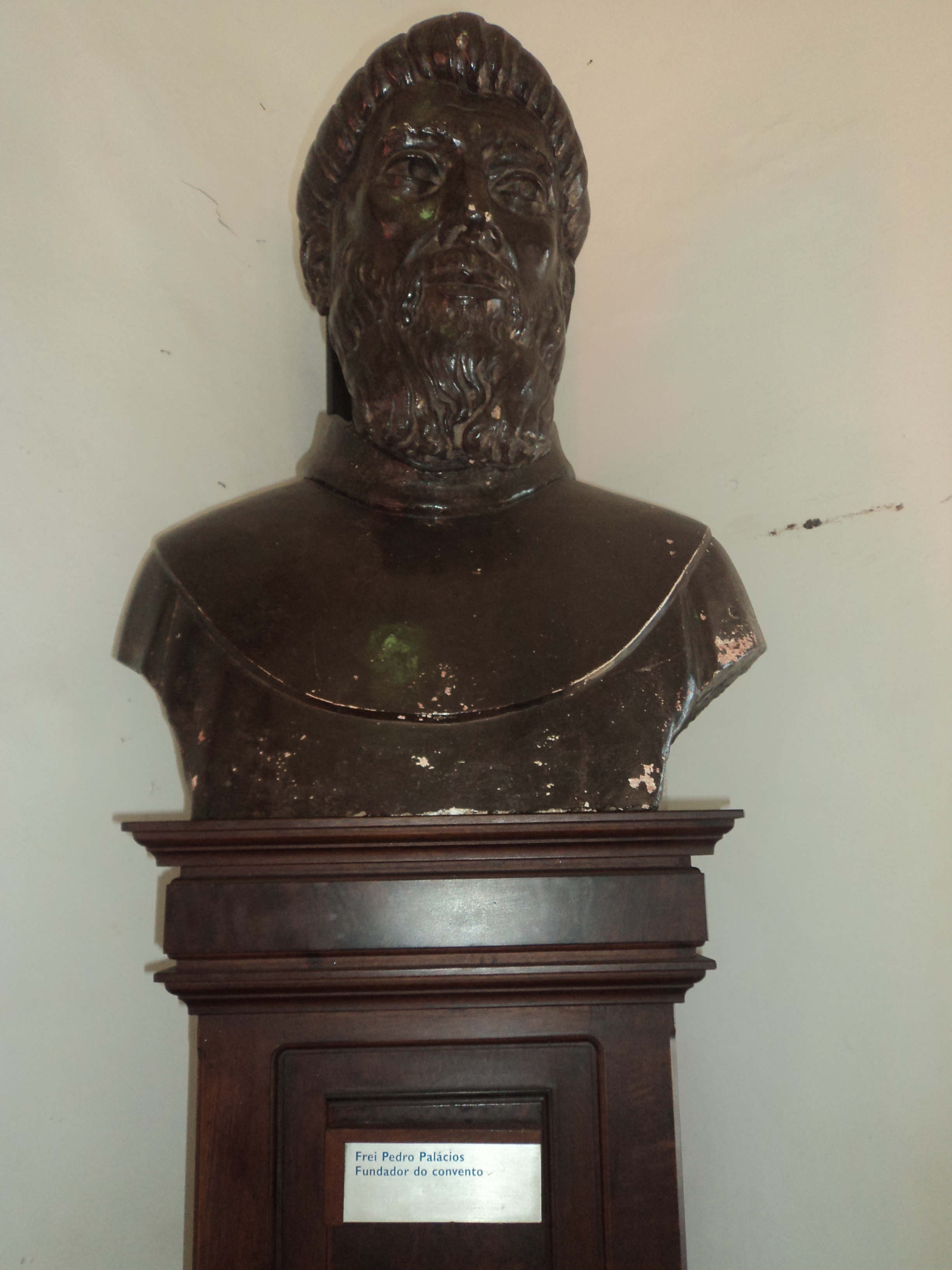
Busto do Frei Pedro Palácios

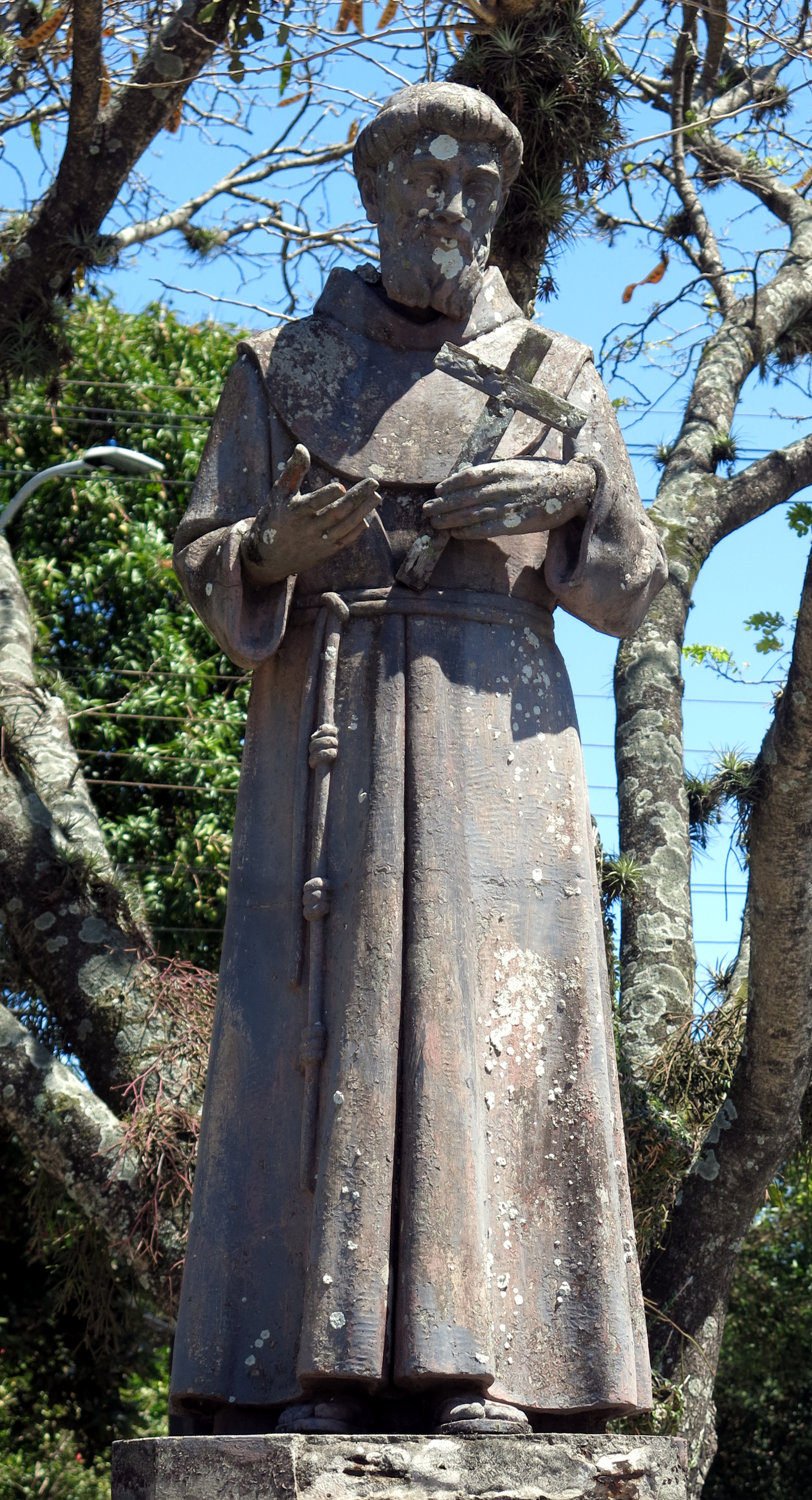
Estátua do Frei Pedro Palácios

Frei Pedro Palácios (c. 1500 - 02 de maio de 1570) fundou o Convento da Penha em 1558.
Depois da chegada dos jesuítas ao Brasil, certamente o mais célebre missionário franciscano foi o irmão leigo Frei Pedro Palácios. Ele dedicou-se, em primeiro lugar, à vida contemplativa. Mas a interrompia, periodicamente, para implantar a fé cristã entre os indígenas e conservá-la entre os europeus residentes no Brasil.
Doze anos de vida exemplar e de marcada influência religiosa sobre os filhos da terra e os imigrantes da região de Vila Velha foram suficientes para perpetuar a sua figura de apóstolo, pelos séculos afora.
Frei Pedro Palácios deve ter nascido nos anos de 1500, em Medina de Rioseco, perto de Salamanca, na Espanha. A respeito de sua origem familiar, não há dados certos. Ingressou na província franciscana de São José.
Mais tarde, passou para a Custódia Portuguesa da Arrábida que aderiu à reforma de São Pedro de Alcântara. Os religiosos da Arrábida se entregavam, de preferência, à vida de penitência, em eremitérios.
Os franciscanos da Arrábida estavam encarregados dos cuidados do hospital Real de Lisboa, ou seja da Santa Casa de Misericórdia. Lá Frei Pedro se dedicou por vários anos à assistência aos doentes. Mais tarde, a seu pedido, e com a permissão do Custódio Frei Damião da Torre, viajou para o Brasil, na qualidade de missionário, onde pretendia pôr em prática os ideais de São Pedro de Alcântara, vivendo como eremita e trabalhando como missionário.
Trouxe consigo um artístico painel de Nossa Senhora dos Prazeres (ou Nossa Senhora das Alegrias em português moderno). O ano exato e as circunstâncias da sua travessia do Atlântico continuam desconhecidos.
Frei Pedro desembarcou em Salvador da Bahia onde iniciou a sua atividade missionária. O pe. José de Anchieta, S.J., grande admirador de Frei Pedro, refere a sua estadia e a sua atividade em Salvador, como também depois em Vila Velha, na Capitania do Espírito Santo.
Vale a pena transcrever o texto: “Na Capitania do Espírito Santo, há duas vilas de portugueses, perto uma da outra meia légua por mar. Em uma delas, que está na barra e chama Vila Velha por ser a primeira que ali se fez, está, num monte mui alto e em um penedo grande, uma ermida de abóbada, que se chama Nossa Senhora da Penha, que se vê longe do mar e é grande refrigério e devoção dos navegantes, e quase todos vêm a ela em romaria, cumprindo as promessas que fazem nas tormentas, sentindo particular ajuda da Virgem Nossa Senhora, e diz-se nela missa muitas vezes. Esta ermida edificou-a um castelhano sem ordens sacras, chamado Frei Pedro, frade dos Capuchos, que cá veio com licença de seu superior, homem de vida exemplar, o qual veio ao Brasil com zelo da salvação das almas, e com ele andava pelas aldeias da Bahia em companhia dos padres. Desejando batizar alguns desamparados e como não sabia letras nem a língua, por que este seu zelo fosse, “non sine scientia”, batizando alguns adultos sem o aparelho necessário admoestado pelos jesuítas, lhes pediu, em escrito, algum aparelho na língua da terra para poder batizar alguns que achasse sem remédio e os padres não pudessem acudir; e assim remediava muitos inocentes e alguns adultos. Com este mesmo zelo se foi à Capitania do Espírito Santo onde fez o mesmo algum tempo, confessando-se com os padres e comungando a miúdo, até que começou e acabou esta ermida de Nossa Senhora com ajuda dos devotos moradores, e ao pé dela fez uma casinha pequenina à honra de São Francisco, na qual morreu com mostras de muita santidade” (Cf. Frei Venâncio Willeke, OFM, Franciscanos na História do Brasil, Vozes, 1977, p. 29).
Conta Frei Jaboatão que Frei Pedro, baseando-se na experiência adquirida na Bahia, iniciou imediatamente a catequese dos indígenas, tornando-se assim o primeiro missionário do Espírito Santo, pois os jesuítas, estabelecidos em Vitória, desde 1551, não haviam ainda iniciado as missões.
Os Aimorés viviam em paz com os europeus, mas continuavam pagãos. Frei Pedro Palácios começou a visitá-los regularmente e a instruí-los na doutrina cristã. Acompanhado de um jovem, chamado André Gomes, empreendia as longas caminhadas às mais afastadas malocas dos Aimorés, permanecendo no meio deles o tempo necessário para instruí-los e prestar-lhes a assistência exigida pela caridade cristã.
Referem os cronistas que ele, não sendo sacerdote, administrava o batismo somente em caso de urgência, enquanto que os catecúmenos de boa saúde, depois de instruí-los solidamente, os mandava batizar pelos padres jesuítas, em Vitória. Não conhecemos o resultado do seu trabalho. Impulsionado pela caridade cristã, Frei Pedro quis incluir na sua atividade missionária também os moradores da Vila Velha e de Vitória.
Como eremita que era, instalou-se numa pequena caverna ao pé do morro. Ao lado construiu um nicho para o painel de Nossa Senhora, diante do qual reunia o povo, todos os dias, para rezar o rosário e ensinar-lhes as verdades da santa religião.
O zelo pelas almas impelia-o para uma atividade maior. Vestido de sobrepeliz com crucifixo na mão, reunia regularmente nas ruas de Vila Velha e de Vitória as crianças e os adultos para falar-lhes sobre as verdades religiosas e pregar-lhes a necessidade da penitência.
Também em conversas particulares, insistia nos mesmos assuntos para conseguir o perdão dos pecados. Restringia as suas saídas ao necessário ou então ao realmente útil. Todos os domingos, ia à igreja paroquial de Vitória, a fim de cumprir o seu dever dominical. No encontro com o sacerdote, beijava-lhe a mão e ajoelhando-se, pedia a bênção.
Ao entrar na igreja, em primeiro lugar adorava a Jesus no SS. Sacramento. Depois beijava o chão, como era costume dos franciscanos naquela época. Confessava-se com o padre jesuíta Brás Lourenço. Comungava durante a missa. Todas as vezes que ia à igreja matriz, pedia ao pároco a renovação da licença para continuar a instrução do povo.
Assim, este frade menor ensinava não só com a simplicidade de suas palavras, mas também com a eloquência do dever cumprido. Levando uma vida de eremita, não se esquecia das necessidades do próximo. Pedia esmolas para os pobres e levava-as pessoalmente aos mais necessitados. Avançado em idade, debilitado pelas penosas viagens missionárias, curtido pelas severas penitências, cansado pelos trabalhos na construção de capelas. Frei Pedro pressentia a proximidade da morte. Pedia, no entanto, a Deus a graça de celebrar mais uma vez a festa de Nossa Senhora dos Prazeres.
Antes da festa, desceu à Vila Velha para se despedir dos seus amigos. À pergunta sobre o destino de sua viagem respondia, sem rodeios, que viajaria para a eternidade. Realmente, pouco depois da festa, foi encontrado morto em sua ermida, diante do altar de São Francisco. Corria o ano de 1570 ou 1571. Secundando os desejos das autoridades eclesiásticas, Frei Vicente do Salvador, superior da Custódia de Santo Antônio, iniciou em 1616 o processo informativo sobre a vida e as virtudes de Frei Pedro Palácios. Mas, com o término do mandato de Frei Vicente, em 1617, cessaram as inquirições de testemunhas, e as atas das já feitas desapareceram, sem deixar pista.